# Länsväg 209
De Zweedse weg 209 (Zweeds: Länsväg 209) is een provinciale weg in de provincie Östergötlands län in Zweden en is circa 50 kilometer lang.

## Plaatsen langs de weg
- Norrköping
- Östra Husby
- Arkösund (haven)

## Knooppunten
- E22 bij Norrköping (begin)